# Amhara (popolo)
Gli Amhara o Amara sono un gruppo etnico dell'Etiopia centrale, di cui fanno parte circa 30 milioni di persone. Parlano l'amarico, la lingua ufficiale dell'Etiopia, e dominano la vita politica ed economica del loro Stato.

## Etimologia
La derivazione del nome Amhara non è chiara; secondo alcuni viene dalla parola amari, che significa "piacevole, gradevole, bello e grazioso", ma secondo alcuni storici etiopi, come Ghetacciù Maconnèn Hasen, il nome è connesso a Himyariti. Altri sostengono che derivi dalle parole in lingua ge'ez ዓም "ʿam", ossia "persone" e ሓራ "h.ara", cioè "libero" o "soldato", sebbene altri etimologi, come Donald Levine, abbiano escluso l'idea che la parola derivi alla tradizione linguistica popolare. Ultimamente comunque, è sempre più diffusa l'idea che l'origine del nome derivi dalla provincia medievale di Amhara, corrispondente alla moderna regione di Amhara, in Etiopia centrale.

## Cultura

### Arte

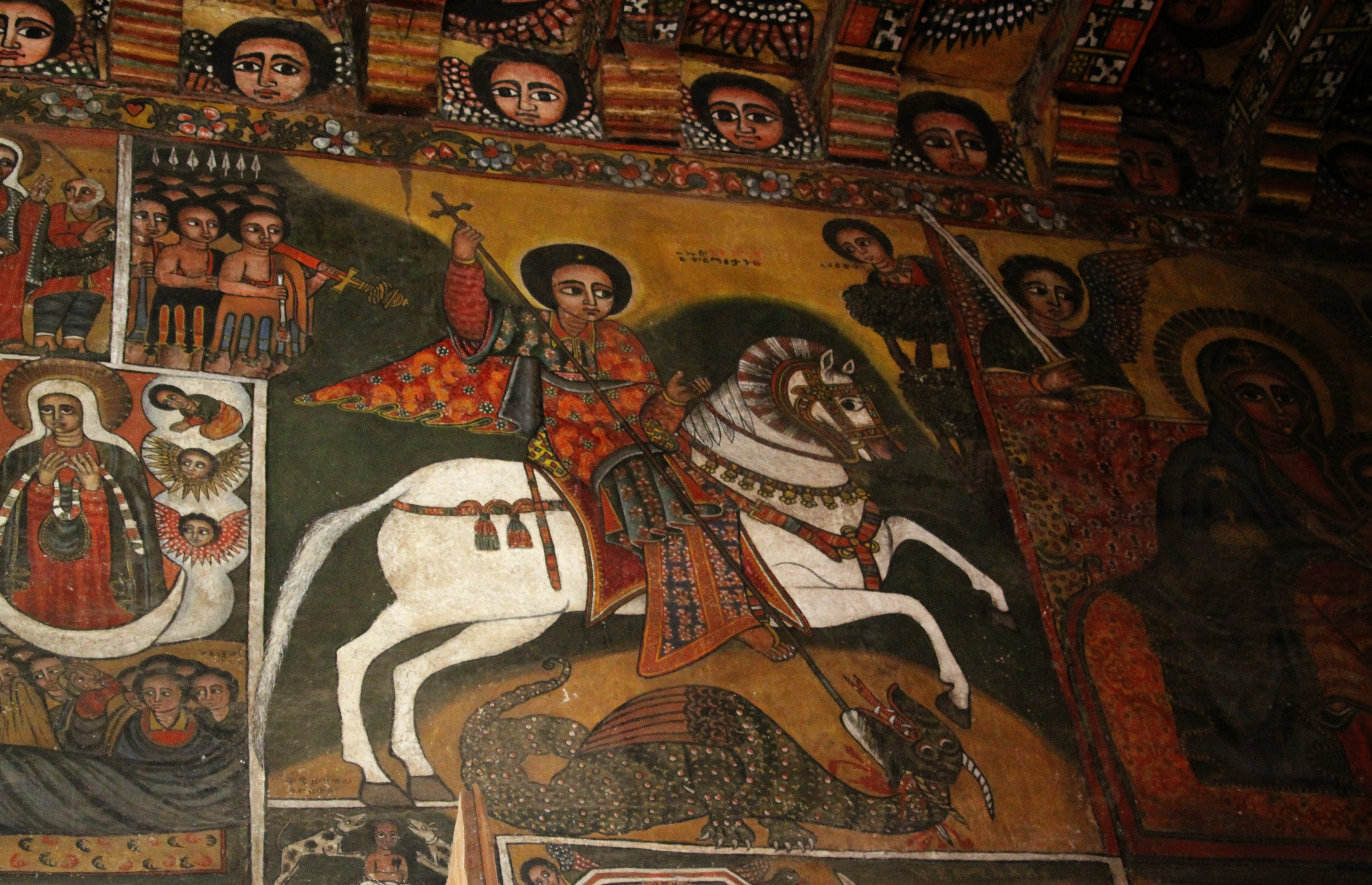
Dipinto murale rappresentante San Giorgio, nella chiesa di Debre Berhan Selassie a Gondar.

L'arte Amhara è caratterizzata da dipinti a soggetto religioso. Una delle caratteristiche notevoli di questi dipinti sono i grandi occhi dei soggetti ritratti, che sono in genere figure bibliche. Si tratta generalmente di olio su tela o cuoio, alcuni di essi risalgono ancora al medioevo. L'arte Amhara comprende prodotti tessuti abbelliti da ricami. Opere in oro e argento si trovano in forma di gioielleria filigranata ed emblemi religiosi. 

### Agricoltura
Circa il 90% degli Amhara si dedicano ad attività rurali e vivono grazie all'agricoltura, principalmente nelle regioni montuose etiopi.
Orzo, grano, miglio, frumento, sorgo e teff, insieme a fagioli, peperoni, ceci e altri vegetali sono le colture più importanti; nelle aree di montagna un raccolto all'anno è normale, mentre nelle pianure ne sono possibili anche due. Vengono inoltre allevati bovini, pecore e capre.

### Parentele e matrimoni
La cultura Amhara riconosce i legami di parentela, ma diversamente da altri gruppi etnici nella regione del corno d'Africa, hanno un ruolo relativamente minore. Le relazioni famigliari sono primarie e le funzioni maggiori economiche, politiche e culturali non sono basate su relazioni di parentela fra gli Amhara, ma piuttosto su capacità individuali. Ad esempio Donald Levine sostiene che l'influenza del clero tra gli Amhara è basata su «purezza rituale, conoscenza della dottrina, capacità di operare miracoli e capacità di fornire una guida morale». 
I rapporti sociali nella cultura Amhara sono basati fondamentalmente su strutture gerarchiche e associazioni individuali.
La famiglia e i parenti sono spesso coinvolti in organizzate semanya (ottanta legami matrimoniali, chiamati anche kal kidan), che sono stati molto comuni; il divorzio è ammesso. Altre forme matrimoniali comprendono il qurban, che è solennizzato in chiesa, dove il divorzio è vietato, ed è usualmente osservato dai preti ortodossi. La discendenza per via paterna è la norma.

### Cucina

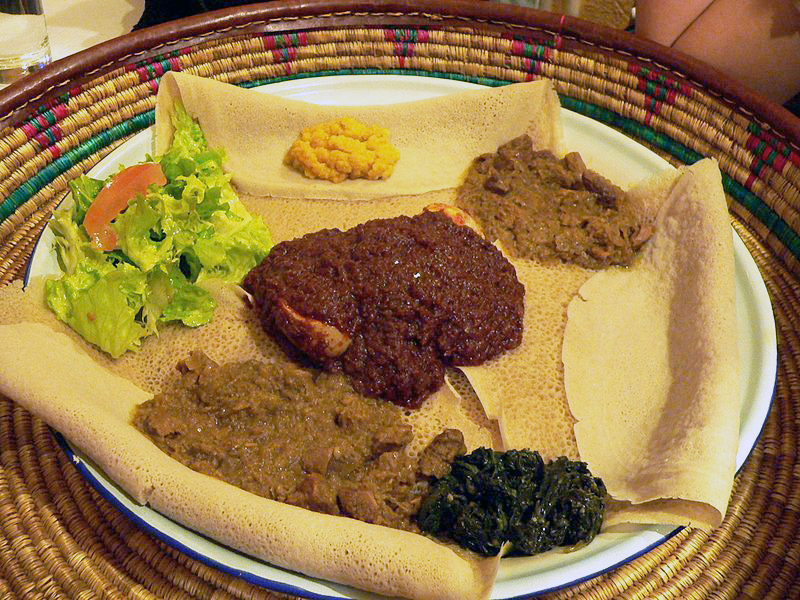
Tipico piatto Amhara: enjera (pane tipo pancake) e vari tipi di wat (stufato).

La cucina Amhara consiste in numerosi vegetali o piatti di carne e antipasti, generalmente wat o stufato denso, servito su enjera, un ampio strato di pane sottile (tipo il sardo pane carasau) lievitato naturalmente e fatto di farina di teff.
Essi non mangiano carne di maiale né frutti di mare di ogni tipo, per motivi religiosi. È anche pratica culturale comune presso gli Amhara, mangiare in gruppo raccolto intorno alla tavola, attingendo al medesimo piatto posto al centro.

### Religione
La loro religione predominante per secoli è stata il Cristianesimo, con la Chiesa copta, monofisita, a giocare un ruolo centrale nella cultura del paese e del gruppo etnico amarico. Secondo il censimento del 1994, l'81.5% della Regione degli Amhara dell'Etiopia (che è per il 91.2% amhara) è ortodossa etiope, il 18.1% è musulmana, e lo 0.1% è protestante (P'ent'ay). La Chiesa ortodossa etiope mantiene stretti contatti con la Chiesa copta egizia, che tradizionalmente forniva il Primate. La Pasqua e l'Epifania sono le celebrazioni più importanti, festeggiate con cerimonie, banchetti e danze. Ci sono anche molti giorni di "digiuno" nel corso dell'anno, in cui si possono mangiare solamente vegetali o pesce.
I matrimoni sono spesso combinati, con gli uomini che si sposano verso i venti anni. Tradizionalmente le donne si sposavano quando avevano 14 anni, ma nel XX secolo, l'età minima è stata innalzata a 18, sotto imposizione del governo Imperiale. I matrimoni civili sono comuni, nonostante ci siano anche matrimoni nelle chiese. Dopo un matrimonio celebrato in chiesa, il divorzio non è più contemplabile. Ogni famiglia ospita una festa di matrimonio separata dopo la cerimonia.
Al momento del parto, un prete viene a visitare la famiglia per benedire il neonato e circonciderlo se è un maschio. La madre e il bambino rimangono nella casa, per quaranta giorni dopo la nascita di un maschio, per ottanta dopo la nascita di una femmina, prima di andare in chiesa per ricevere il battesimo.

## Storia
Alcune tribù di lingua semitica, specialmente gli Agazyan, costituirono il Regno di Axum circa due millenni fa, il quale si estese su ciò che oggi è l'Eritrea e l'Etiopia del Nord, e in certi periodi su porzioni dello Yemen e del Sudan. Gli Amhara ereditarono la religione e la tradizione monarchica da Axum, così come pure i Tigrini.
La regione ora conosciuta come "Amhara" nell'era feudale era composta da alcune province con un'autonomia più o meno grande, comprese Beghemeder, Goggiam, Qwara e Làsta.
Ad un certo punto nel tardo medioevo, i linguaggi Amarico e Tigrino iniziarono a differenziarsi. I signori della guerra Amhara rivaleggiarono con i corrispettivi tigrini per il dominio del regno. Mentre molti rami della dinastia Imperiale provenivano da un'area in cui si parlava amarico, un'altra parte sostanziale proveniva dal Tigrè. Sembrò che gli Amhara prendessero il sopravvento con l'ascesa della cosiddetta linea di discendenza Gondar della dinastia Imperiale all'inizio del XVII secolo. Comunque, presto si passò all'era semi-anarchica Zemene Mesafint ("Era dei Principi"), in cui signori della guerra in rivalità si scontrarono per il potere e gli "inderasi" (o reggenti) Oromo di Yejju avevano il controllo effettivo, mentre gli imperatori erano solamente dei prestanome. I Tigrini fecero solamente un breve ritorno sul trono con Giovanni IV, la cui morte nel 1889 permise alla base di ritornare nella provincia, parlante amarico, di Scioà.
Gli storici generalmente pensano che gli Amhara siano stati l'élite comandante dell'Etiopia per secoli, rappresentata dalla discendenza di Imperatori che finì con Hailé Selassié. Molti commentatori, compreso Marcos Lemma, ad ogni modo, contestano la veridicità di questa affermazione, sostenendo che altri gruppi etnici sono sempre stati attivi nella politica del paese.
Una possibile causa di confusione per questo diverbio deriva dall'erronea classificazione di tutti coloro che parlano amarico come "Amhara", e dal fatto che molte persone di altri gruppi etnici hanno nomi amarici. Un altro elemento è che la maggior parte degli Etiopi può far risalire la sua ascendenza a molteplici gruppi etnici. In realtà, l'ultimo Imperatore, Hailé Selassié I, spesso si considerava un membro della tribù Guraghé per via della sua ascendenza, e la sua Imperatrice, Itege Menen Asfaw di Ambassel, era in gran parte di discendenza Oromo. L'uso esteso della lingua amarica deriva soprattutto dall'essere la lingua della corte che in seguito fu adottata a prescindere dalla sua utilità da molti gruppi non collegati, che divennero così conosciuti come "Amhara", qualunque fosse il loro gruppo etnico di origine.

## Validità dellostatusdi gruppo etnico
Fino all'ultimo quarto del XX secolo, "Amhara" era utilizzato solamente (nella forma amariñña) per riferirsi ad amarico, la lingua, o alla provincia medievale ubicata a Uollo (la moderna regione di Amhara). Anche oggi, molte persone etichettate dagli esterni come "Amhara," si riferiscono a loro semplicemente per indicare "Etiope", o alla loro provincia (ad esempio Goggiamé dalla provincia Goggiam). Secondo l'etnografo etiope Donald Levine, "Gli abitanti di Scioà che parlano amarico si considerano più vicini agli abitanti di Scioà che non parlano amarico piuttosto che ad altri che parlano amarico facenti parte di regioni lontane come Gondar". Coloro che parlano amarico tendono ad essere un "gruppo sovra-etnico" composto di "etnie fuse". Takkele Taddese descrive gli Amhara,
Si può dunque sostenere che l'Amhara esiste come etnia fusa, come un'etnia etiope sovraetnicamente cosciente che funge da "crogiolo" in cui tutti gli altri gruppi etnici si sono fusi. La lingua, l'amarico, serve come centro di questo processo di fusione malgrado sia difficile immaginare una lingua senza l'esistenza di un corrispettivo gruppo etnico distinto dagli altri che lo parli come madre lingua. Gli Amhara non esistono, comunque, nel senso di essere un gruppo etnico distinto che porta avanti i suoi interessi e presenta una filosofia e ideologia di razza pura come è stata presentata dall'élite dei politici. Il principio base di coloro che affermano l'esistenza degli Amhara come un gruppo etnico ben distinto, perciò, è che gli Amhara dovrebbero essere rimossi dalla posizione di supremazia ed ogni gruppo etnico dovrebbe essere liberato dalla dominazione amarica per avere uno status uguale a quello di chiunque altro. Questo senso dell'esistenza degli Amhara può essere considerato un mito.